# Семково (Логойский район)
Семково (бел. Сямко́ва) — деревня в Логойском районе Минской области Беларуси. В составе Беларучского сельсовета.

## География
Высота над уровнем моря: 251 м.

## История
До 24 мая 1960 года деревня входила в состав Беларучского сельсовета, до 28 июля 1966 года — в состав Логозинского сельсовета.

## Население

### Численность
- 2009 год — 253 жителей

### Динамика
- 2009 год — 253 жителей

## Инфраструктура
- Административное здание лесничества[6]
- Семковская сельская библиотека[7]
- Отделение «Семково» ОАО «Логойская МТС»[8]
- Отделение почтовой связи[9].
- Отделение «Семково» СК «Трайпл Агро»[10]